# Майдан Університетський (Запоріжжя)
Майдáн Університéтський — майдан в Олександрівському районі міста Запоріжжя. Розташований у центральній частині міста в межах Соборного проспекту, вулиці Академіка Чабаненка та вулиці Олександрівської.
Поруч із майданом розташовані Запорізький національний університет та Національний університет «Запорізька політехніка». На майдані Університетському проходять численні громадські заходи до Дня Перемоги у Другій світовій війні та у День визволення Запоріжжя від німецько-фашистських загарбників.

## Історія
Майдан Університетський безпосередньо пов'язаний в єдиний комплекс з пам'ятником героям-танкістам, який звели у 1960 році. Дуже красиво восени тут «палають» червоним кольором клумби з шавлії та чорнобривців.
На майдані Університетському встановлено пам'ятник «Танк Т-34» на високому гранітному постаменті на честь героїв-танкістів Другої світової війни у 1960 році. У героїв є конкретні імена: командир екіпажу танка лейтенант Микола Яценко, старший сержант Георгій Барікун, старший сержант Михайло Лебедєв, танк яких входив у 39-ту танкову бригаду 23-го танкового корпусу Південно-Західного фронту. Микола Яценко з ротою автоматників одними з перших увірвалися в місто під час визволення Запоріжжя у жовтні 1943 року. Вони відбили кілька вогневих точок і знищили більше сотні гітлерівців. Танкісти вели бій до самого кінця, будучи в вогні і важко пораненими. У ході цих боїв екіпаж танка лейтенанта Яценка ліквідував 3 танки, самохідну установку, 6 гармат та мінометів, 7 кулеметів, 7 автомашин, 10 вогневих точок і над 100 солдатів і офіцерів супротивника.
Указом Президії Верховної Ради СРСР від 22 лютого 1944 року лейтенанту Яценку Миколі Лаврентійовичу присвоєно звання «Героя Радянського Союзу» посмертно. Члени екіпажу нагороджені орденами. Ім'ям Миколи Яценка названо вулицю у Вознесенівському районі Запоріжжя.
На підставі розпорядження міського голови від 20 лютого 2016 року № 83-р майдан Радянський було перейменовано на майдан Університетський.
З 22 вересня 2016 року розпочалися роботи з реконструкції майдану Університетського, в ході якої проводилася заміна тротуарної плитки, бордюрів і проведений ремонт підпірних стінок. На виконання робіт з бюджету міста було виділено 700 тис. грн. 
10 жовтня 2016 року, напередодні Дня визволення міста Запоріжжя (14 жовтня) від нацистських загарбників було завершено роботи з капітального ремонту майдану Університетського, під час яких встановлено 185 погонних метрів нових бордюрів, покладено майже 1 700 м² посиленої бруківки товщиною 60 міліметрів. Це зроблено з урахуванням того, що при поливі клумб на майдані Університетському їздять поливомийні машини, бруківка від цього руйнуватися не буде. Гарантійний термін її експлуатації не менше 10 років.
Наприкінці 2016 року відремонтовано пішохідні зони та тротуари вулиць Академіка Чабаненко (від проспекту Соборного вгору до ЗНУ та Національного університету «Запорізька політехніка»).

## Інфраструктура
Навколо майдану Університетського розташовані:
- 5-й корпус Запорізького національного університету та й багато інших навчальних корпусів ЗНУ та Національного університету «Запорізька політехніка»)
- Олександрівський сквер
- Дитячий ігровий майданчик
- Кафе «Автопіцца»
- Торговельний комплекс «Intrade»
- Супермаркет «АТБ»
- Супермаркет «Roshen»
- Обласна дитяча лікарня
- Студентська поліклініка (пам'ятка архітектури, нині на реконструкції з 2016 року)[12]
- Центральна дитяча бібліотека м. Запоріжжя[13]
- Пам'ятник «Танк Т-34»[14]
- Пам'ятник «Вічний вогонь».

## Транспортне сполучення
До Майдану Університетського є можливість дістатися громадським транспортом з будь-якого району міста. 
З 29 січня 2019 року з Хортицького району до майдану Університетського розпочав курсувати муніципальний автобусний маршрут № 39. На маршруті працюють автобуси комунального підприємства «Запоріжелектротранс».

### Тролейбусний рух
З 12 липня 1982 року по серпень 2007 року через майдан курсував тролейбусний маршрут № 16. Нині регулярного тролейбусного руху немає, через майдан Університетський курсують ранкові та «пікові» маршрути до залізничного вокзалу Запоріжжя II. Решта тролейбусних маршрутів (№ 3, 8, 14) прямують проспектом Соборним.

## Галерея

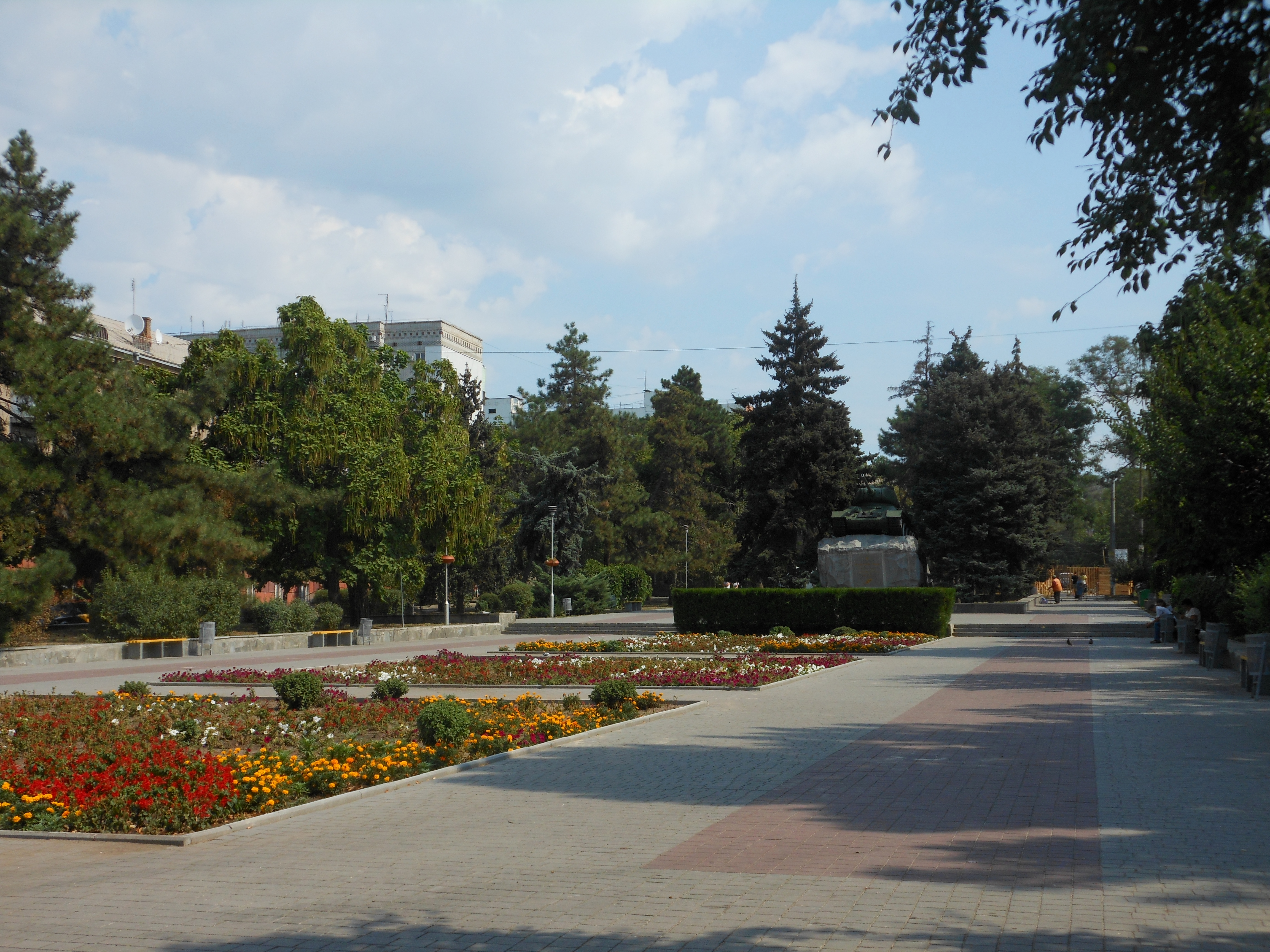
Алея на майдані Університетському
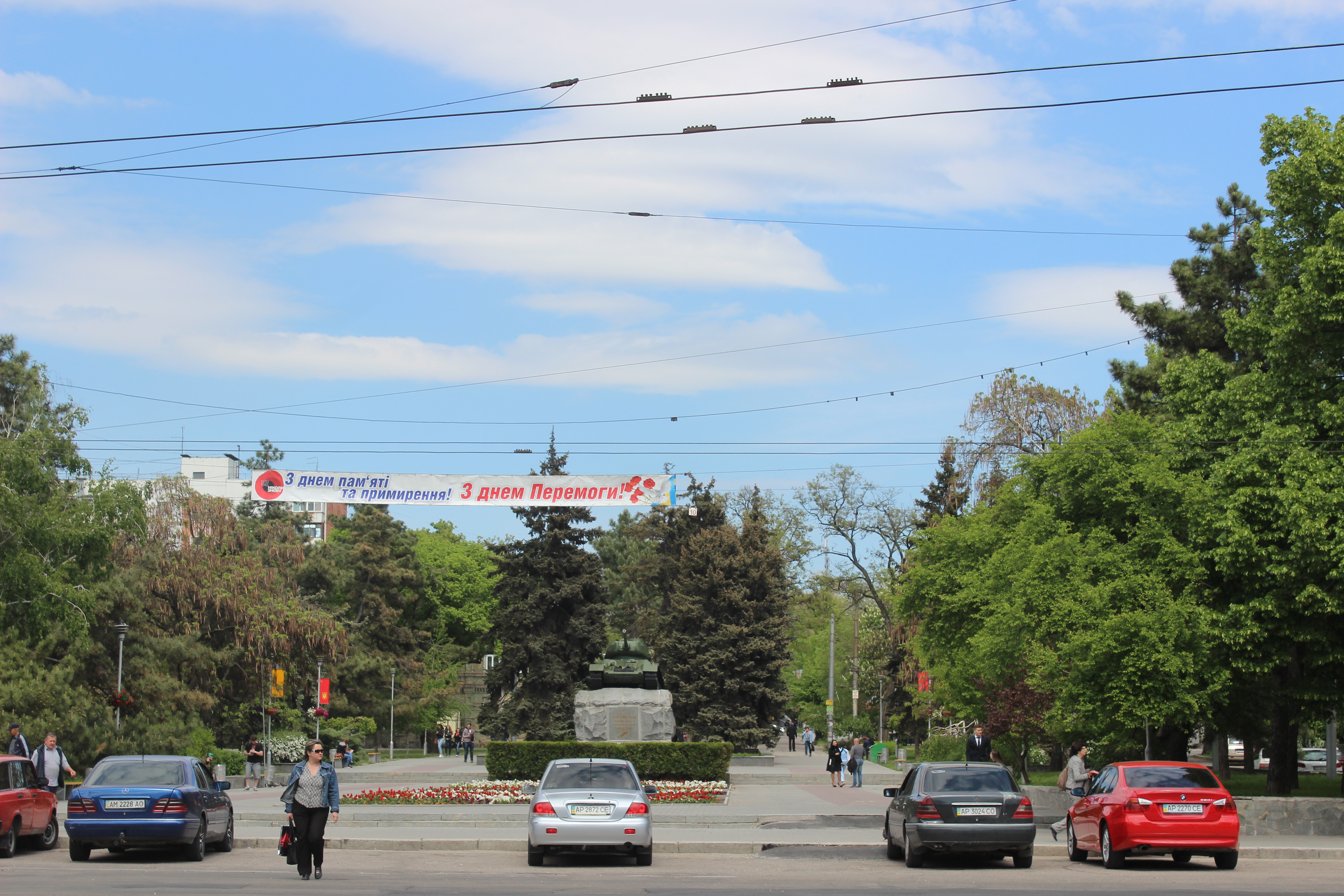
Пам'ятник танковому екіпажу Яценка М. Л.
5-й корпус Запорізького національного університету
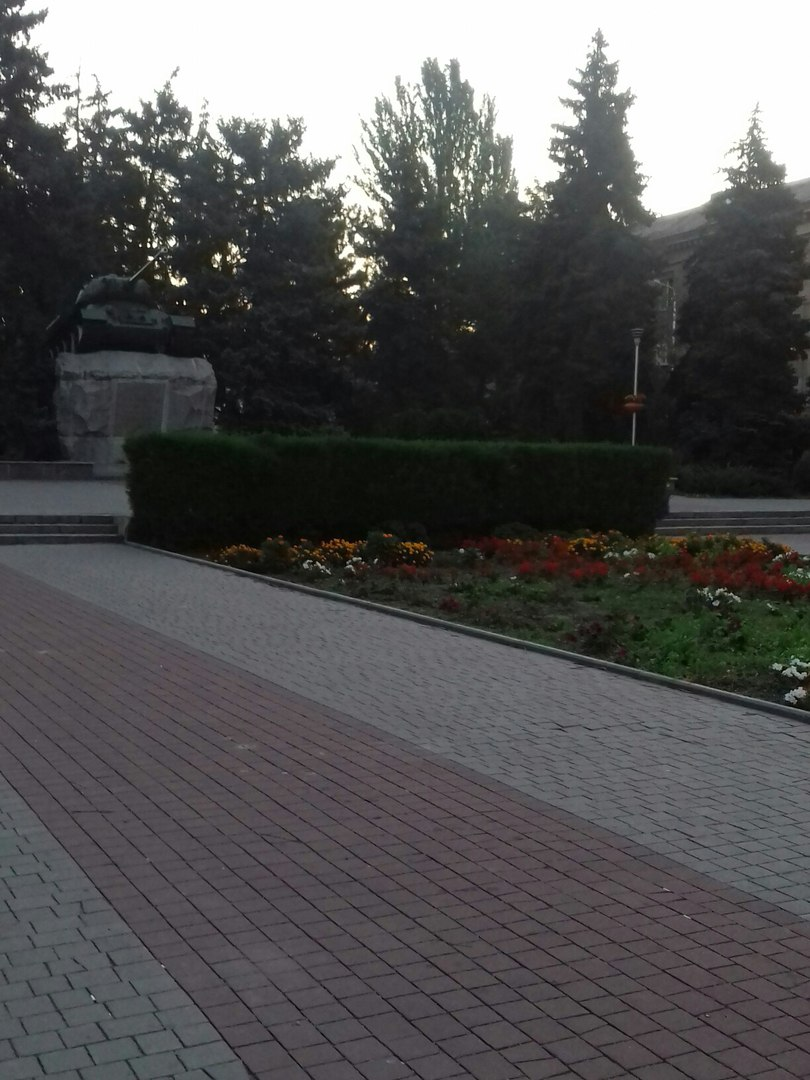
Алея напроти пам'ятника танковому екіпажу
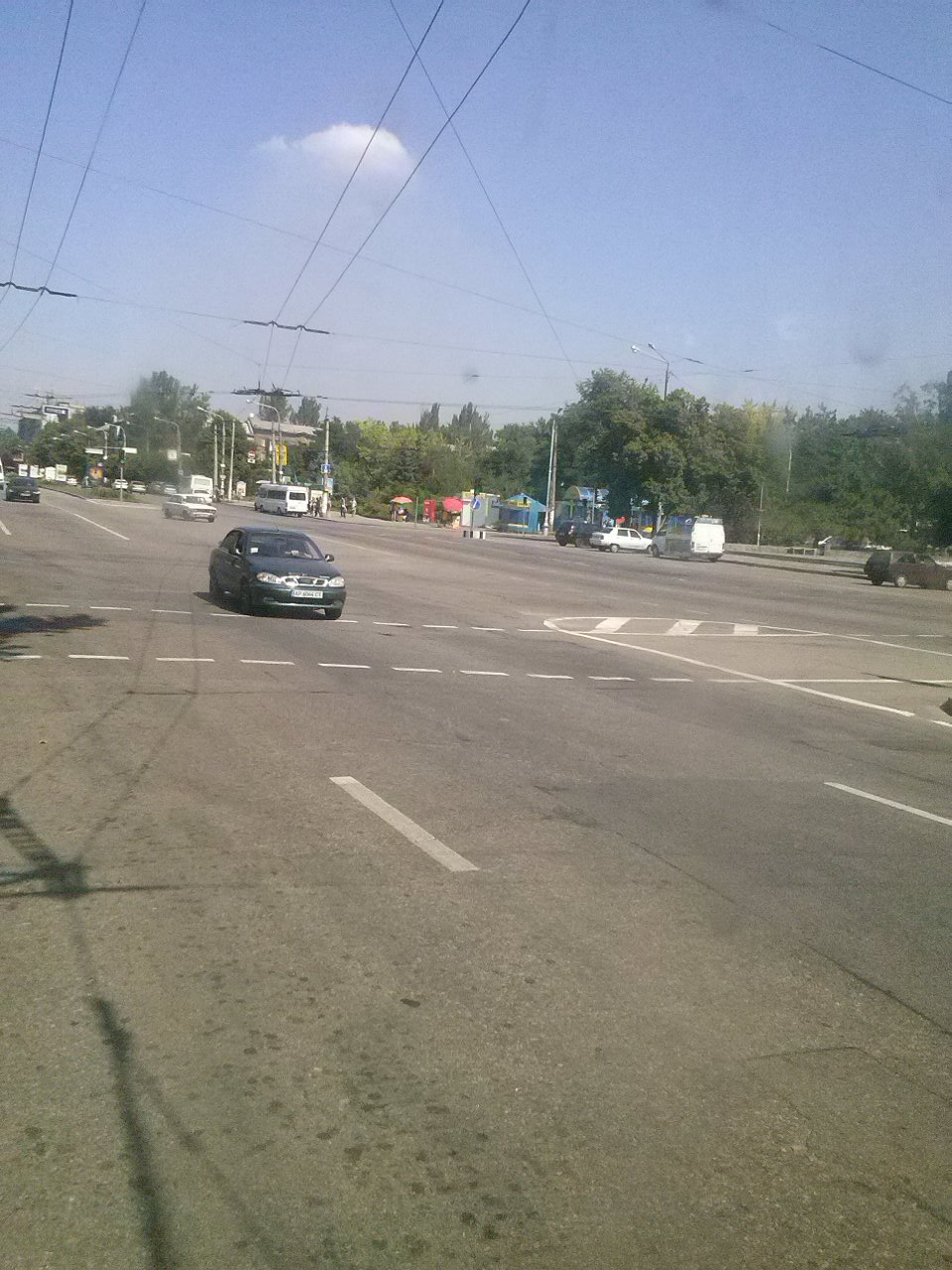
Майдан Університетський